# イアン・ペイズリー
イアン・リチャード・カイル・ペイズリー（Ian Richard Kyle Paisley, Baron Bannside, PC、1926年4月6日 - 2014年9月12日）はイギリスの牧師、政治家。元北アイルランド自治政府首相、民主連合党（DUP）創設者、アルスター自由長老派教会創始者。北アイルランドのプロテスタントおよびユニオニスト(連合王国派)の中心人物の一人だった。男性。

## 略歴
バプテスト教会牧師の家に生まれた。1946年、父親により叙任された。
北アイルランドはアイルランドの独立に従わず、イギリスの支配に留まっていた。アイルランド島住民の主流派はアイルランド人・カトリックだが、北アイルランドは、ブリテン島より植民したイングランド系、スコットランド系・プロテスタントが、イギリスの権勢を背景に有力であった。北アイルランドがイギリスに留まったのはそのためだが、アイルランドとの紛争は絶えず、内部においてはユニオニスト政党であるアルスター連合党支配の元、抑圧されたカトリック系住民の不満が高まっていた（北アイルランド問題）。
ペイズリーは1951年にアルスター自由長老派教会を創始し、聖書直解主義・教会一致運動・反カトリック・反同性愛を掲げた。ローマ教皇を「反キリスト」「ローマの罪人」とたびたび非難し、1988年には、欧州議会で教皇ヨハネ・パウロ2世の演説を妨害し、「教皇ヨハネ・パウロ2世　反キリスト」と掲げたポスターを広げて見せたために議場から退席させられたこともあった。
ペイズリーは1950年代後半から、強硬なユニオニスト・ロイヤリスト（王党派）として活動するようになった。1956年、アルスター・プロテスタント・アクション（UPA）の結成に参加。アイルランド国防軍に対抗した自警団だが、1959年6月、ペイズリーはUPAの集会でカトリック住民の住所を名指しした。その結果、住居や商店が暴徒化したUPA関係者によって略奪され、ペイズリーは有罪判決を受けた。
1964年より、カトリック系住民による公民権運動が起きると、ペイズリーは徹底した弾圧を主張した。1966年、ノエル・ドハーティーと共にアルスター防衛委員会（UCDC）と、その準軍組織であるアルスタープロテスタント義勇軍（UPV）を結成した。UCDC・UPVは、同時期に結成されたアルスター義勇軍（UVF）と人的にも重なりが大きかったが、同年、UVFがテロ事件により結社禁止されると、ペイズリーは無関係と主張した。ペイズリーはその後も反カトリック暴動や襲撃を繰り返し、何度も逮捕された。
1970年のイギリス総選挙で、アルスター連合党公認で立候補し、初当選。1971年9月30日、デズモンド・ボアールと共に民主連合党を結党した。
北アイルランド紛争が長期化した結果、1972年より北アイルランド議会は停止され、イギリス政府の直接支配下に置かれた。ペイズリーは1973年のサニングデール協定に強硬に反対して失敗に終わらせ、1985年のアングロ・アイリッシュ協定も強く非難した。演説での"Never, never, never!"（「決して、決して、決して！」）の決まり文句から、"Dr. No"の異名もあった。この間、1979年6月に、欧州議会選挙で初当選した。1998年のベルファスト合意にも、ナショナリスト（アイルランド民族主義者）でIRA暫定派と関係の深いシン・フェイン党が合意に加わったことに抗議して反対した。こうしたことから民主連合党は、ベルファスト合意に加わったアルスター連合党に代わって、強硬なユニオニストの支持を集めた。
2006年10月のセント・アンドリューズ合意にようやく応じた。ペイズリーは再建された北アイルランド自治政府首相に、シン・フェイン党のマーティン・マクギネスが副首相になった（権限は両者対等）。長く敵対していた両者が、表立った協力関係を結んだことは画期的だった。2008年2月には、北アイルランドを訪問した、アイルランド首相のアハーンと会談した。
2008年1月、アルスター自由長老派教会議長を辞職した。3月4日、北アイルランド自治政府首相の辞職を明らかにしたが、これは民主連合党内の圧力を受けたものだった。後任の自治政府首相は、民主連合党のピーター・ロビンソン。2010年のイギリス総選挙に立候補せず、政界引退。子のイアン・ペイズリーJrが、代わって初当選した。
2014年9月12日、死去した。